# Psychotria bonii
Psychotria bonii är en måreväxtart som beskrevs av Charles-Joseph Marie Pitard. Psychotria bonii ingår i släktet Psychotria och familjen måreväxter. Inga underarter finns listade i Catalogue of Life.